# Minuskel 76
Minuskel 76 (in der Nummerierung nach Gregory-Aland), δ 298 (von Soden) ist eine griechische Minuskelhandschrift des Neuen Testaments auf 358 Pergamentblättern (19 × 13,5 cm). Mittels Paläographie wurde das Manuskript auf das 14. Jahrhundert datiert. Die Handschrift ist vollständig. 

## Beschreibung
Die Handschrift enthält den Text des Neuen Testaments außer der Offenbarung des Johannes. Er wurde einspaltig mit je 27 Zeilen geschrieben. Die Handschrift enthält Prolegomena, Listen der κεφαλαια, κεφαλαια, τιτλοι, Ammonianische Abschnitte (Markus 234), (nicht den Eusebischen Kanon), Lektionar-Markierungen, incipits, Synaxarion, Menologion und Bilder.
Die Reihenfolge der Bücher ist Evangelien, Apostelgeschichte, Katholische Briefe und Paulusbriefe. Der Hebräerbrief ist als letztes Buch von Paulus aufgeführt.

## Text
Der griechische Text des Kodex repräsentiert den Byzantinischen Texttyp. Kurt Aland ordnete ihn in Kategorie V ein. Er gehörte zur Textfamilie Kx. Textlich steht er der Complutensischen Polyglotte nahe.

## Geschichte
Vielleicht wurde die Handschrift von Redakteuren der Complutensischen Polyglotte verwendet. Der Handschrift wurde 1711 von John Mill untersucht. Sie wurde durch Franzis Karl Alter in seiner Ausgabe des griechischen Neuen Testaments 1786 verwendet. Caspar René Gregory verglich sie im Jahr 1887.
Der Kodex befindet sich zurzeit in der Österreichischen Nationalbibliothek (Theol. gr. 300) in Wien.